# Wangwi
Le Wangwi (왕위전) est une compétition de jeu de go en Corée du Sud.

## Organisation
Le Wangwi est organisé par la Hanguk Kiwon et sponsorisé par Chung-ang Il-po. Le komi est de 6.5 points. Les joueurs disposent de 4 heures de temps de réflexion pendant les matchs préliminaires, et de 5 heures pendant la finale. Le gagnant remporte un prix de 45,000,000 SKW (US$40,000).

## Vainqueurs
| Joueur        | Années            |
| ------------- | ----------------- |
| Kim In        | 1966 - 1972, 1974 |
| Ha Chanseok   | 1973              |
| Seo Bongsoo   | 1975, 1980        |
| Cho Hunhyun   | 1976 - 1989       |
| Lee Chang-ho  | 1990, 1995 - 2005 |
| Yoo Changhyuk | 1991 - 1994       |